# Lasiancistrus
 (avril 2009).
Le contenu est difficilement compréhensible vu les erreurs de traduction, qui sont peut-être dues à l'utilisation d'un logiciel de traduction automatique.
Genre
Lasiancistrus est un genre des poissons-chats de la famille des Loricariidae.

## Distribution et habitat
Contrairement à de nombreux autres membres des Ancistrini, les espèces du genre Lasiancistrus se trouvent dans l'ensemble du bassin du fleuve Amazone, le haut et le milieu du bassin du fleuve Orinoco, le bassin du fleuve Rupununi, le drainage du lac de Maracaibo, drainages et l'ouest de la Cordillère des Andes en Colombie et le Panama au río Bayano. L. caucanus a une distribution trans-andine dans le Magdalena, Atrato, San Juan, Tuyra, Bayano drainages et de la Colombie et le Panama. L. guacharote est connu du bassin du lac Maracaibo au Venezuela et en Colombie. L. heteracanthus est connu de la partie supérieure de la rivière Napo en Équateur et de la basse et la partie supérieure de la rivière Napo fleuve Amazone au Pérou. L. saetiger est connu à partir d'une seule collection de poissons de la rivière Guamá, un affluent de la rivière Capim, un drainage qui entre dans l'Atlantique juste au sud de l'embouchure de l'Amazone. L. schomburgkii a la plus grande aire de répartition de l'espèce, et que l'on trouve dans la plus grande partie du bassin de l'Amazone et l'Orénoque et supérieur Essequibo bassins. L. tentaculatus se trouve dans le bassin du fleuve Orénoque, de la Colombie et du Venezuela et dans le drainage du lac Valencia du Venezuela
Les espèces de Lasiancistrus sont  plus communément trouvées dans de petites criques, généralement dans les rapides. Toutefois, certains des cours d'eau où se trouve Lasiancistrus sont dans la plaine, l'hypoxie a été observée dans l'un de ces cours d'eau, ce qui suggère que les plaines ne sont pas un obstacle à la circulation de ces espèces.

## Taxinomie
Lasiancistrus est d'abord décrit en 1904 comme un sous-genre de Ancistrus, comprenant A. heteracanthus, A. pictus, A. mystacinus et A. guacharote. Plus tard, il est élevé au niveau de genre, et plusieurs  espèces indépendantes y sont incluses. Beaucoup de ces espèces ont depuis été transférées vers d'autres genres, tels que Pseudolithoxus.
La plupart des espèces de Lasiancistrus ont été décrites à partir de quelques spécimens seulement ; le genre est révisé en 2005, révision faisant synonymes de nombreux taxons de quatre espèces : L. caucanus, L. guacharote, L. heteracanthus et L. schomburgkii. L. maracaiboensis et L. mystacinus deviennent synonymes de L. guacharote. L. castelnaui, L. caquetae, L. guapore, L. multispinis, L. pictus, et L. scolymus sont des synonymes de L. schomburgkii. L. planiceps, L. mayoloi, et L. volcanensis sont des synonymes de L. caucanus. En outre, deux nouvelles espèces, L. saetiger et L. tentaculatus, sont décrites.
Selon FishBase et Catalogue of Life il existe six espèces :
- Lasiancistrus caucanus Eigenmann, 1912
- Lasiancistrus guacharote (Valenciennes, 1840)
- Lasiancistrus heteracanthus (Günther, 1869)
- Lasiancistrus saetiger Armbruster, 2005
- Lasiancistrus schomburgkii (Günther, 1864)
- Lasiancistrus tentaculatus Armbruster, 2005